# Outsourced
Outsourced is een Amerikaanse romantische komedie uit 2006 onder regie van John Jeffcoat, die de film zelf schreef samen met George Wing. De productie won vijf filmprijzen.

## Verhaal
Todd Anderson (Josh Hamilton) is een manager van een Amerikaans callcenter waarin het bedrijf Western Novelty patriottistische prullaria verkoopt. Op een dag heeft zijn baas Dave (Matt Smith) slecht nieuws voor hem. Het callcenter waarvoor Anderson werkt wordt opgeheven en uitbesteed aan India, om de kosten te verminderen. Anderson krijgt de keuze ontslagen te worden of naar India te reizen om daar zelf zijn opvolger te trainen. Met tegenzin stapt hij in het vliegtuig.
Anderson krijgt de doelstelling mee het callcenter in India zo te trainen dat het een bestelling in gemiddeld zes minuten weet af te handelen. Op het moment dat hij aankomt, staat dat gemiddelde op meer dan twaalf minuten per transactie. Bovendien moet hij de Indiase medewerkers leren hun accenten zo te verhullen, dat klanten niet kunnen horen dat ze met een buitenlander spreken. In India staat hem niettemin een onverwachte cultuurschok te wachten. De bevolking houdt er heel andere levenswijzen en -visies op na.
Anderson wil de boel snel op de rails zetten en vervolgens terugkeren naar huis, maar krijgt al snel door dat de klus tijd gaat kosten. Zijn beoogd opvolger Purohit 'Puro' Narsimacharaya Virajnarianan (Asif Basra) is niettemin van goede wil en medewerkster Asha (Ayesha Dharker) blijkt niet alleen - schijnbaar als enige - competent, maar tevens onweerstaanbaar voor Anderson. Langzaam maar zeker krijgt hij door dat er niks verkeerd is aan de opvattingen van de Indiase medewerkers, ze zijn alleen anders. Gaandeweg leert hij daarmee omgaan, zijn voordeel te doen met de andere interesses en er waardering voor te krijgen.

## Rolverdeling
- Siddharth Jadhav - cola-verkoper
- Sudha Shivpuri - Tante Ji
- Arjun Mathur - Gaurav
- Ketan Mehta - Sanjeev

## Prijzen
- BendFilm Festival - beste film
- Cinequest San José Film Festival - beste productie
- HardAcre Film Festival - publieksprijs
- Palm Springs International Film Festival - uitstekende debuutfilm
- Seattle International Film Festival - beste film

## Televisieserie
De film fungeerde als basis voor een gelijknamige komedieserie, die in 2010 en 2011 werd uitgezonden door het NBC.